# Smoke City (musique)
Pour les articles homonymes, voir Smoke City.
Smoke City est un groupe britannique jouant de l'acid jazz et du trip hop mêlés à de la bossa nova et de la samba. Ils signent en 1997 la bande son d'une publicité Levi's du réalisateur Michel Gondry. Le groupe se sépare en 2002.

## Membres
- Nina Miranda - chant
- Mark Brown - percussion, chant, platines
- Chris Franck - guitariste, percussion

## Discographie
- Flying away (1997, Zomba records)
- Heroes of nature (2001, Jiverecords)

## Détail des albums
- Flying away

1. Underwater Love
2. Devil Mood
3. With You
4. Numbers
5. Mr Gorgeous
6. Aquas De Margo
7. Dark Walk
8. Jamie Pan
9. Giulietta
10. Flying Away

- Heroes of nature

1. Intro
2. Can You Feel That
3. What It Was (pt.1)
4. Can't Take That Away
5. London
6. Mister
7. Jug
8. Remember This
9. It's Amazing
10. Interlude
11. Life Can Be Sweet
12. This Song
13. What It Was (pt. 2)
14. Underwater Love (bonus)
15. Mr. Gorgeous (bonus)